# The Sentinel (filme)
The Sentinel é um filme de terror norte-americano lançado em 1977. O filme conta com  Cristina Raines, Chris Sarandon, Ava Gardner, Burgess Meredith, Sylvia Miles, e Eli Wallach. Christopher Walken, Jeff Goldblum, John Carradine, Jerry Orbach, Tom Berenger, e Beverly D'Angelo também aparecem no filme. Ele é baseado no livro de mesmo nome escrito por Jeffrey Konvitz, que também co-escreveu o roteiro com o diretor Michael Winner. O enredo centra-se em uma jovem modelo que se muda para um apartamento histórico do Brooklyn, descobrindo depois que seus proprietários são excomungados sacerdotes católicos, e que o prédio tem um portão para o inferno.

## Elenco
- Chris Sarandon – Michael Lerman
- Cristina Raines – Alison Parker
- Martin Balsam – Prof. Ruzinsky
- John Carradine – Padre Francis Matthew Halliran
- José Ferrer – Robed Figure
- Ava Gardner – Miss Logan
- Arthur Kennedy – Monsignor Franchino
- Burgess Meredith – Charles Chazen
- Sylvia Miles –  Gerde Engstrom
- Deborah Raffin – Jennifer
- Eli Wallach – Detetive Gatz
- Christopher Walken – Detetive Rizzo
- Jerry Orbach – Diretor
- Beverly D'Angelo – Sandra
- Hank Garrett – James Brenner
- Jeff Goldblum – Jack
- Nana Visitor – Garota do final
- Tom Berenger – Homem do final